# Cassida prasina
Cassida prasina — жук подсемейства щитовок из семейства листоедов.

## Распространение
Встречается с запада палеарктического региона до Китая (в провинции Гирин и Синьцзян-Уйгурский автономный район).

## Экология и местообитания
Кормовые растения — астровые (Asteraceae): тысячелистник обыкновенный (Achillea millefolium), чихотник обыкновенный (Achillea ptarmica), ромашка лекарственная (Matricaria inodora) и пижма обыкновенная (Tanacetum vulgare).